# Scary Hours 2
Scary Hours 2 — четвёртый мини-альбом канадского рэпера Дрейка. Он является сиквелом Scary Hours. Мини-альбом содержит гостевые участия от Lil Baby и Рика Росса.

## История
В январе 2021 года Дрейк анонсировал шестой студийный альбом Certified Lover Boy. Два месяца спустя, за день до выхода, был анонсирован Scary Hours 2.

## Список композиций
Информация взята из Tidal.
| №                   | Название                                         | Автор(ы)                                                                | Продюсер(ы)                                   | Длительность |
| ------------------- | ------------------------------------------------ | ----------------------------------------------------------------------- | --------------------------------------------- | ------------ |
| 1.                  | «What’s Next»                                    | Aubrey Graham Jonathan Priester Maneesh Bidaye                          | Supah Mario Maneesh [b]                       | 2:58         |
| 2.                  | «Wants and Needs» (при участии Lil Baby)         | Graham Dominique Jones Ronald LaTour Jr. Dylan Cleary-Krell Noah Shebib | Cardo Dez Wright 40 [a]                       | 3:14         |
| 3.                  | «Lemon Pepper Freestyle» (при участии Рик Росса) | Graham William Roberts Matthew Samuels Cecilie Maja Robin Hannibal      | Boi-1da Austin Powerz FnZ [c] Keanu Beats [c] | 6:21         |
| Общая длительность: | Общая длительность:                              | Общая длительность:                                                     | Общая длительность:                           | 12:33        |

### Комментарии
- ↑  сопродюсер
- ↑  дополнительный продюсер
- ↑  неуказанный сопродюсер[6]

### Сэмплы
- «Lemon Pepper Freestyle» содержит сэмпл «Pressure», написанный Coco O. и Робином Ханнибалом, исполненный Quadron[6].

## Участники записи
- Дрейк – вокал
- Lil Baby – вокал (2)
- Рик Росс – вокал (3)
- 40 – миксинг
- Ноэль Кадастре – инженер записи
- Крис Атхенс – мастеринг (3)